# Santa Inés (Barinas)
Pour les articles homonymes, voir Santa Inés.
Santa Inés est l'une des quatorze paroisses civiles de la municipalité de Barinas dans l'État de Barinas au Venezuela. Sa capitale est Santa Inés. En 2011, sa population s'élève à 3 508 habitants et en 2018 à 4 969 habitants.

## Géographie

### Démographie
Hormis sa capitale Santa Inés, la paroisse civile possède plusieurs localités dont :
- Caño del Barro
- Gallegos
- La Palma Este
- La Palma Oeste
- Madre Vieja del Norte
- Papayal Norte
- Papayal Sur
- Sabana de Laguna Hermosa Norte
- Santa Inés
- Santa María

## Sources
- (es) Cet article est partiellement ou en totalité issu de l’article de Wikipédia en espagnol intitulé « Municipio Barinas » (voir la liste des auteurs).